# Mesosa nigropunctata
Mesosa nigropunctata là một loài bọ cánh cứng trong họ Cerambycidae.